# Ermenek-Talsperre
Die Ermenek-Talsperre (türkisch Ermenek Barajı) ist eine Talsperre im Süden der Türkei. Sie wurde vom türkischen Amt für Wasserwirtschaft bei Ermenek am Ermenek Çayı, einem Zufluss des Göksu, erbaut.
Das Absperrbauwerk ist eine doppelt gekrümmte Bogenstaumauer aus Beton mit 210 m Höhe und 132 m Länge. Das Wasserkraftwerk leistet mit zwei Francis-Turbinen 306 MW und liefert im Jahr 1048 GWh elektrischen Strom.
Im August 2009 waren die Bauarbeiten soweit abgeschlossen, dass seitdem der Stausee eingestaut werden konnte. Die feierliche Eröffnung fand Dezember 2009 statt.
Flussabwärts befindet sich die Gezende-Talsperre.

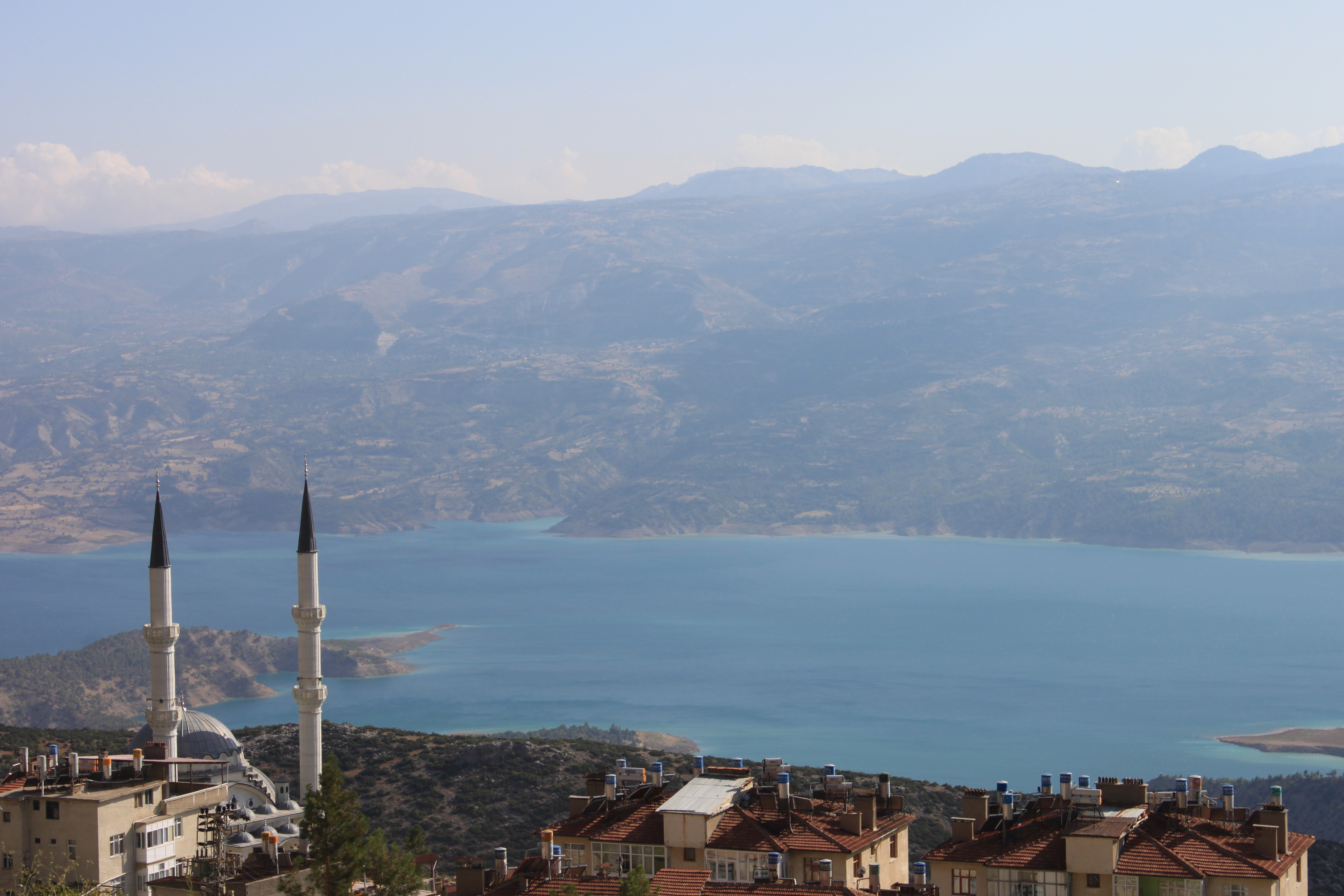
Ahmet Keleşoğlu Moschee in Ermenek und der Ermenek-Stausee.

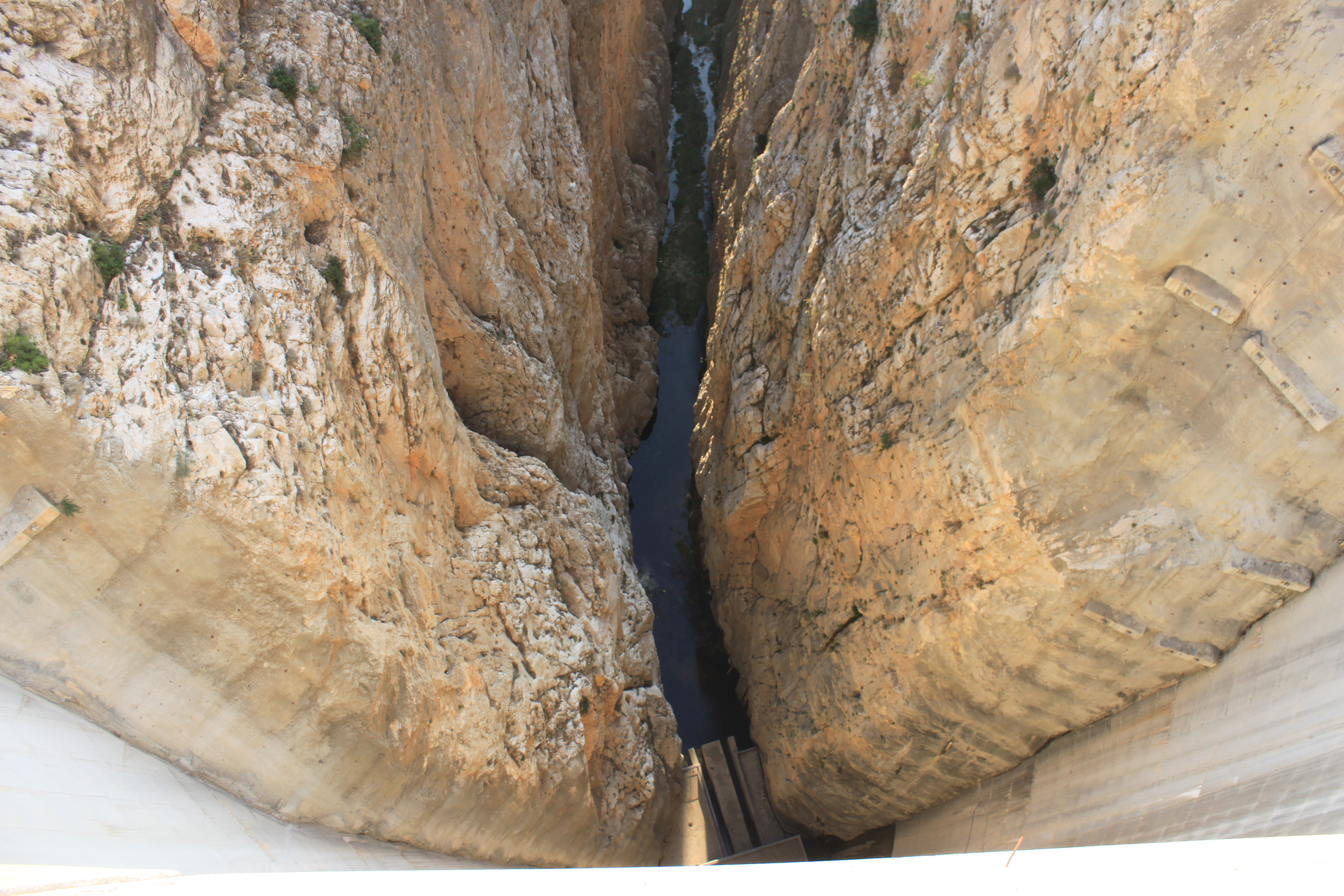
Blick von der Staumauer des Ermenek-Stausees in den Ermenek-Canyon.